# Haliclona texta
Haliclona texta är en svampdjursart som beskrevs av Sarà 1978. Haliclona texta ingår i släktet Haliclona och familjen Chalinidae. Inga underarter finns listade i Catalogue of Life.